# Coppa Svizzera 1947-1948
La Coppa Svizzera 1947-1948 è stata la 23ª edizione della manifestazione calcistica. È iniziata nell'agosto 1947 e si è conclusa il 27 giugno 1948. Questa edizione della coppa vide la vittoria finale del FC La Chaux-de-Fonds.

## Regolamento
Turni ad eliminazione diretta in gara unica. In caso di paritá al termine dei tempi supplementari, la partita veniva ripetuta a campo invertito.

## Squadre partecipanti
| Basilea            |
| Bellinzona         |
| Berna              |
| Bienne             |
| Cantonal Neuchâtel |
| Grasshoppers       |
| Grenchen           |
| La Chaux-de-Fonds  |
| Locarno            |
| Losanna            |
| Lugano             |
| Servette           |
| Young Fellows      |
| Zurigo             |

| Aarau                 |
| Brühl                 |
| Chiasso               |
| Concordia Basilea     |
| Friburgo              |
| International Ginevra |
| Lucerna               |
| Nordstern             |
| San Gallo             |
| Sciaffusa             |
| Thun                  |
| Urania Ginevra        |
| Young Boys            |
| Zugo                  |

| Altstetten        |
| Arbon             |
| Biaschesi         |
| Blue Stars Zurigo |
| Höngg             |
| Kreuzlingen       |
| Mendrisio         |
| Olten             |
| Red Star Zurigo   |
| Uster             |
| Winterthur        |
| Zofingen          |

| Birsfelden     |
| Black Star     |
| Delémont       |
| Derendingen    |
| Helvetia Berna |
| Kleinhüningen  |
| Lengnau        |
| Moutier        |
| Porrentruy     |
| Pratteln       |
| Schöftland     |
| Soletta        |

| Ambrosiana Losanna |
| Central Friburgo   |
| Étoile-Sporting    |
| Gardy-Jonction     |
| Le Locle-Sports    |
| Montreux-Sports    |
| Racing Losanna     |
| Sierre             |
| Stade Lausanne     |
| Stade Nyonnais     |
| Vevey              |
| Yverdon            |

| Aigle                   |
| Ardon                   |
| Auvernier               |
| Bevilard Malleray       |
| Club Athletique Ginevra |
| Compesières             |
| Couvet                  |
| Fleurier                |
| Floria                  |
| Gland                   |
| Grandson                |
| La Tour-de-Peilz        |
| Malley                  |
| Mont-Cervin             |
| Monthey                 |

| Renens                  |
| Prilly-Sports           |
| Saint-Leonard           |
| St. Imier               |
| Signal Bernex-Confignon |
| Sion                    |
| Stade Payerne           |
| Tavannes                |
| Tramelan                |
| Belp                    |
| Bözingen 34             |
| Burgdorf                |
| Gerlafingen             |
| Gränichen               |
| Kirchberg               |

| Länggasse Berna |
| Lyss            |
| Menziken        |
| Minerva Berna   |
| Nidau           |
| Suhr            |
| Turgi           |
| Victoria Berna  |
| Wacher Grenchen |
| Zähringia Berna |
| Adliswil        |
| Allschwil       |
| Amriswil        |
| Balerna         |

| Bischofszell     |
| Breitenbach      |
| Bülach           |
| Chur             |
| Diana            |
| Dornach          |
| Emmenbrücke      |
| Dietikon         |
| Frauenfeld       |
| Giubiasco        |
| Glarus           |
| Gossau           |
| Horgen           |
| Klus/Balsthal    |
| Lachen/Altendorf |

| Laufen                     |
| Old Boys Basilea           |
| Oerlikon                   |
| Phönix Seen                |
| Pro Daro                   |
| Spielvereinigung Sciaffusa |
| Stäfa Zurigo               |
| Thalwil                    |
| Töss                       |
| Tössfeld                   |
| Trimbach                   |
| Unterstrass Zurigo         |
| Widnau                     |
| Wil                        |
| Winkeln                    |

### 1º Turno Eliminatorio
| Squadra 1                  | Risultato | Squadra 2               |
| -------------------------- | --------- | ----------------------- |
| 28 settembre 1947          |           |                         |
| Allschwil                  | 7 - 1     | Laufen                  |
| Ardon                      | 3 - 5     | Saint-Leonard           |
| Auvernier                  | 1 - 0     | Fleurier                |
| Balerna                    | 3 - 1     | Pro Daro                |
| Bevilard Malleray          | 3 - 2     | Floria                  |
| Chur                       | 0 - 2     | Widnau                  |
| Emmenbrücke                | 3 - 2     | Giubiasco               |
| Dietikon                   | 2 - 0     | Diana                   |
| Dornach                    | 1 - 2     | Breitenbach             |
| Frauenfeld                 | 2 - 1     | Amriswil                |
| Gerlafingen                | 2 - 1     | Burgdorf                |
| Glarus                     | 1 - 2     | Lachen/Altendorf        |
| Gossau                     | 4 - 1     | Bischofszell            |
| Gränichen                  | 2 - 1     | Menziken                |
| Horgen                     | 2 - 1     | Oerlikon                |
| Kirchberg                  | 3 - 0     | Belp                    |
| Länggasse Berna            | 1 - 3     | Victoria Berna          |
| La Tour-de-Peilz           | 1 - 2     | Aigle                   |
| Malley                     | 7 - 1     | Gland                   |
| Mont-Cervin                | 1 - 4     | Club Athletique Ginevra |
| Nidau                      | 0 - 7     | Bözingen 34             |
| Phönix Seen                | 5 - 2     | Bülach                  |
| Renens                     | 5 - 2     | Prilly-Sports           |
| Signal Bernex-Confignon    | 1 - 2     | Compesières             |
| Sion                       | 1 - 4     | Monthey                 |
| Spielvereinigung Sciaffusa | 1 - 0     | Old Boys Basilea        |
| Stade Payerne              | 6 - 2     | Grandson                |
| Tavannes                   | 4 - 1     | Tramelan                |
| Thalwil                    | 2 - 5     | Stäfa Zurigo            |
| Töss                       | 0 - 2     | Tössfeld                |
| Trimbach                   | 3 - 1     | Klus/Balsthal           |
| Turgi                      | 4 - 1     | Suhr                    |
| Unterstrass                | 0 - 2     | Adliswil                |
| Wacher Grenchen            | 5 - 2     | Minerva Berna           |
| Zähringia Berna            | 1 - 0     | Lyss                    |
| St. Imier                  | ? - ?     | Couvet                  |

### 2º Turno Eliminatorio
| Squadra 1                    | Risultato     | Squadra 2                  |
| ---------------------------- | ------------- | -------------------------- |
| 12 ottobre 1947              |               |                            |
| Aigle                        | 3 - 4(d.t.s.) | Stade Lausanne             |
| Arbon                        | 2 - 1(d.t.s.) | Frauenfeld                 |
| Auvernier                    | 1 - 3         | Montreux-Sports            |
| Balerna                      | 2 - 1         | Mendrisio                  |
| Bevilard Malleray            | 2 - 5         | Étoile-Sporting            |
| Birsfelden                   | 5 - 1         | Spielvereinigung Sciaffusa |
| Bözingen 34                  | 1 - 2         | Porrentruy                 |
| Central Friburgo             | 5 - 1         | Victoria Berna             |
| Club Athletique Ginevra      | 0 - 3         | Gardy-Jonction             |
| Concordia Yverdon            | 6 - 1         | Stade Payerne              |
| Delémont                     | 4 - 2(d.t.s.) | Breitenbach                |
| Gerlafingen                  | 1 - 3         | Derendingen                |
| Gossau                       | 0 - 1         | Altstetten                 |
| Gränichen                    | 2 - 1(d.t.s.) | Olten                      |
| Emmenbrücke                  | 4 - 3         | Schöftland                 |
| Horgen                       | 2 - 0         | Zofingen                   |
| Kirchberg                    | 2 - 0         | Helvetia Berna             |
| Kleinhüningen                | 8 - 0         | Dietikon                   |
| Lachen/Altendorf             | 2 - 0         | Blue Stars Zurigo          |
| Le Locle-Sports              | 5 - 3         | St. Imier                  |
| Malley                       | 0 - 2         | Ambrosiana Losanna         |
| Monthey                      | 6 - 1         | Sierre                     |
| Phönix Seen                  | 4 - 1(d.t.s.) | Red Star                   |
| Renens                       | 1 - 0         | Racing Losanna             |
| Soletta                      | 5 - 3         | Wacher Grenchen            |
| Stade Nyonnais               | 4 - 2         | Compesières                |
| Stäfa Zurigo                 | 1 - 2         | Biaschesi                  |
| Trimbach                     | 0 - 3         | Höngg                      |
| Turgi                        | 3 - 5         | Pratteln                   |
| Uster                        | 3 - 2(d.t.s.) | Tössfeld                   |
| Vevey                        | 4 - 2         | Saint-Leonard              |
| Widnau                       | 2 - 1         | Kreuzlingen                |
| Winterthur                   | 3 - 0         | Adliswil                   |
| Zähringia Berna              | 1 - 3         | Lengnau                    |
| Allschwil                    | 1 - 1(d.t.s.) | Black Star                 |
| Moutier                      | 3 - 3(d.t.s.) | Tavannes                   |
| 19 ottobre 1947(ripetizioni) |               |                            |
| Black Star                   | 4 - 2(d.t.s.) | Allschwil                  |
| Tavannes                     | 3 - 2         | Moutier                    |

### Trentaduesimi di finale
| Squadra 1                     | Risultato     | Squadra 2          |
| ----------------------------- | ------------- | ------------------ |
| 26 ottobre 1947               |               |                    |
| Aarau                         | 3 - 0         | Delémont           |
| Arbon                         | 2 - 1         | Sciaffusa          |
| Basilea                       | 7 - 0         | Balerna            |
| Bellinzona                    | 3 - 0         | Höngg              |
| Berna                         | 4 - 0         | Black Star         |
| Bienne                        | 3 - 1         | Stade Nyonnais     |
| Birsfelden                    | 2 - 1         | Brühl              |
| Cantonal Neuchâtel            | 3 - 2(d.t.s.) | Ambrosiana Losanna |
| Central Friburgo              | 5 - 1         | Gränichen          |
| Chiasso                       | 3 - 1         | Biaschesi          |
| Concordia Basilea             | 0 - 2         | Derendingen        |
| Emmenbrücke                   | 2 - 8         | Young Boys         |
| Étoile-Sporting               | 1 - 3         | Montreux-Sports    |
| Friburgo                      | 6 - 1         | Kirchberg          |
| Gardy-Jonction                | 2 - 0         | Renens             |
| Grenchen                      | 18 - 0        | Tavannes           |
| Horgen                        | 0 - 1         | Lachen/Altendorf   |
| International Ginevra         | 1 - 0(d.t.s.) | Monthey            |
| Le Locle-Sports               | 1 - 6         | La Chaux-de-Fonds  |
| Locarno                       | 7 - 1         | Widnau             |
| Losanna                       | 10 - 2        | Concordia Yverdon  |
| Lucerna                       | 0 - 1(d.t.s.) | Kleinhüningen      |
| Lugano                        | 9 - 3         | Lengnau            |
| Phönix Seen                   | 2 - 3         | Grasshoppers       |
| Pratteln                      | 2 - 3         | San Gallo          |
| Soletta                       | 2 - 4         | Nordstern          |
| Servette                      | 4 - 2         | Vevey              |
| Thun                          | 2 - 0         | Porrentruy         |
| Urania Ginevra                | 4 - 0         | Stade Lausanne     |
| Zugo                          | 2 - 0         | Winterthur         |
| Zurigo                        | 6 - 0         | Uster              |
| Altstetten                    | 1 - 1(d.t.s.) | Young Fellows      |
| 2 novembre 1947 (ripetizione) |               |                    |
| Young Fellows                 | 6 - 0         | Altstetten         |

### Sedicesimi di finale
| Squadra 1                      | Risultato     | Squadra 2             |
| ------------------------------ | ------------- | --------------------- |
| 7 dicembre 1947                |               |                       |
| Arbon                          | 1 - 5         | Young Fellows         |
| Basilea                        | 2 - 1         | Zurigo                |
| Bellinzona                     | 3 - 1         | Young Boys            |
| Berna                          | 1 - 2         | Servette              |
| Cantonal Neuchâtel             | 0 - 2         | Bienne                |
| Derendingen                    | 3 - 6(d.t.s.) | Chiasso               |
| Grenchen                       | 4 - 3         | Urania Ginevra        |
| Kleinhüningen                  | 3 - 6         | Locarno               |
| La Chaux-de-Fonds              | 3 - 0         | International Ginevra |
| Losanna                        | 9 - 0         | Thun                  |
| Lugano                         | 2 - 1         | Lachen/Altendorf      |
| Montreux-Sports                | 2 - 1         | Friburgo              |
| San Gallo                      | 4 - 0         | Aarau                 |
| Zugo                           | 0 - 7         | Grasshoppers          |
| Birsfelden                     | 2 - 2(d.t.s.) | Nordstern             |
| Gardy-Jonction                 | 1 - 1(d.t.s.) | Central Friburgo      |
| 14 dicembre 1947 (ripetizione) |               |                       |
| Birsfelden                     | 2 - 4         | Nordstern             |
| 21 dicembre 1947 (ripetizione) |               |                       |
| Central Friburgo               | 3 - 1         | Gardy-Jonction        |

### Ottavi di finale
| Squadra 1                        | Risultato      | Squadra 2         |
| -------------------------------- | -------------- | ----------------- |
| 28 dicembre 1947                 |                |                   |
| Basilea                          | 5 - 3          | Locarno           |
| Bienne                           | 0 - 1          | La Chaux-de-Fonds |
| Central Friburgo                 | 2 - 7          | Grasshoppers      |
| Chiasso                          | 1 - 2          | Bellinzona        |
| Grenchen                         | 3 - 1          | Montreux-Sports   |
| Young Fellows                    | 2 - 4          | Losanna           |
| Nordstern                        | 2 - 2 (d.t.s.) | Servette          |
| San Gallo                        | 0 - 0 (d.t.s.) | Lugano            |
| 4 gennaio 1948 (ripetizioni)     |                |                   |
| Servette                         | (Sospesa)      | Nordstern         |
| Lugano                           | 2 - 1          | San Gallo         |
| 11 gennaio 1948 (2a ripetizione) |                |                   |
| Servette                         | 3 - 0          | Nordstern         |

### Quarti di finale
| Squadra 1         | Risultato      | Squadra 2    |
| ----------------- | -------------- | ------------ |
| 11 gennaio 1948   |                |              |
| La Chaux-de-Fonds | 2 - 0          | Basilea      |
| Losanna           | 1 - 2 (d.t.s.) | Grasshoppers |
| Lugano            | 1 - 2          | Bellinzona   |
| 1 febbraio 1948   |                |              |
| Servette          | 4 - 5          | Grenchen     |

### Semifinali
| Squadra 1         | Risultato | Squadra 2  |
| ----------------- | --------- | ---------- |
| 7 marzo 1948      |           |            |
| Grasshoppers      | 0 - 3     | Grenchen   |
| La Chaux-de-Fonds | 1 - 0     | Bellinzona |

### Finale
| Arbitro: | Ruefer (Berna) |

|               |           |                        |
| Amey 46’, 62’ | Marcatori | 52’ Courtat 70’ Bohren |

### Finale (Ripetizione)
| Arbitro: | Ruefer (Berna) |

|                        |           |                            |
| Amey 65’ Busenhart 67’ | Marcatori | 44’ Courtat 78’ Righetti I |

### Finale (2a Ripetizione)
| Arbitro: | Rueff (Bremgarten bei Bern) |

|                                  |           |  |
| Antenen 20’, 79’ Kernen 73’, 78’ | Marcatori |  |